# Brian Freeston
Sir Leslie Brian Freeston, KCMG, OBE (* 11. August 1892 in Brentford, Middlesex, England; † 16. Juli 1958 in Bromley, Kent, England) war ein britischer Kolonialbeamter, der unter anderem zwischen 1958 und 1963 Gouverneur von Fidschi war. Darüber hinaus fungierte er von 1951 bis 1954 als Generalsekretär der Südpazifischen Kommission.

## Leben
Leslie Brian Freeston, Sohn des Journalisten C. L. Freeston, absolvierte nach dem Besuch der Willaston School ein Studium am New College der University of Oxford. Während des Ersten Weltkrieges leistete er zwischen 1914 und 1919 Militärdienst im London Regiment der British Army und wurde zuletzt zum Captain befördert. Er trat 1919 in den kolonialen Verwaltungsdienst (Colonial Administrative Service) ein. Nach zahlreichen Verwendungen in den folgenden Jahrzehnten wurde er für seine langjährigen Verdienste 1930 zum Officer des Orders of the British Empire (OBE) ernannt. Nachdem er zwischen 1938 und 1939 Leiter der Abteilung Ostafrika im Kolonialministerium (Head of East Africa Department, Colonial Office) war, fungierte er von 1939 bis 1943 als Chefsekretär der Kolonialverwaltung beim Gouverneur von Tanganjika. Für seine dortigen Verdienste wurde er 1941 auch zum Companion des Orders of St Michael and St George (CMG) ernannt.
Als Nachfolger von Sir Douglas James Jardine übernahm Freeston 1943 den Posten als Gouverneur der Leeward Islands und bekleidete dieses Amt bis 1947, woraufhin William Alexander Macnie dieses erst kommissarisch übernahm und 1948 Oliver Baldwin, 2. Earl Baldwin of Bewdley neuer Gouverneur wurde. Er wurde 1945 als Knight Commander des Orders of St Michael and St George (KCMG) geadelt, so dass er fortan das Prädikat „Sir“ führte.
Am 20. Januar 1948 übernahm Brian Freeston als Nachfolger von Sir Alexander Grantham den Posten als Hoher Kommissar für den Westpazifik und bekleidete diesen Posten bis zum 3. Juli 1952, woraufhin Sir Robert Christopher Stafford Stanley seine Nachfolge antrat. Am 20. Januar 1948 wurde er in Personalunion auch Nachfolger von Sir Alexander Grantham als Gouverneur von Fidschi. Er bekleidete das Amt ebenfalls bis zum 6. Oktober 1952 und wurde daraufhin von Sir Ronald Herbert Garvey abgelöst. Als Gouverneur war er kraft Amtes auch Oberkommandierender der Streitkräfte Fidschis.
Sir Brian Freeston wurde am 12. November 1951 als Nachfolger des australischen Diplomaten William „Bill“ Douglass Forsyth zudem zweiter Generalsekretär der Südpazifischen Kommission. Diese Funktion hatte er bis zum 12. November 1954 inne, woraufhin der US-Amerikaner Ralph Clairon Bedell ihn ablöste. Er war seit 1923 mit Mabel Cassels verheiratet.